# Лукас Алькарас
Луїс Лукас Алькарас (ісп. Luis Lucas Alcaraz; нар. 21 червня 1966, Гранада) — іспанський футбольний тренер. З 2020 року очолює тренерський штаб команди «Альбасете».

### Тренерська кар'єра
Почав тренувати в 1995 році у віці 29 років. Разом з «Гранадою» в перших трьох сезонах він двічі входив в топ-четвірку клубів третього дивізіону Іспанії, але так і не зумів пройти плей-офф. У наступних двох сезонах він також працював в Сегунді Б з клубами «Альмерія» і «Дос Ерманас».
У 2000 році 34-річний Алькарас підписав контракт з «Рекреатіво», який він вивів до Ла Ліги з другої спроби через 23 сезони відсутності. Попри швидкий виліт клубу до другої ліги, «Рекреатіво» зумів дістатися фіналу національного Кубка, де програв в результаті «Мальорці» з рахунком 0: 3. Невдовзі після того тренера було звільнено.
У 2003-му Лукас Алькарас на два роки перебрався в «Расінг», потім в його кар'єрі були «Херес», «Реал Мурсія», знову «Рекреатіво», «Кордова», «Альмерія», грецький «Аріс». У 2013 році він став головним тренером «Гранади», яка виступала в Ла Лізі.
У 2014-му очолив «Леванте», протягом 2016 року працював з «Ельче», а 3 жовтня 2016 знову очолив «Гранаду». У квітні наступного року керівництво ухвалило рішення про його звільнення у зв'язку з негативними результатами в чемпіонаті.
За лічені дні після звільнення з «Гранади» уперше в кар'єрі очолив національну команду, прийнявши 13 квітня 2017 року пропозицію попрацювати зі збірною Алжиру. Вже за півроку був звільнений через незадовільні результати — команда зазнала чотирьох поразках при двох перемогах у семи матчах.
Згодом повернувся на батьківщину, де протягом 2017—2018 років безуспішно намагався покращити результати «Альмерії» і команди «Реал Сарагоса». Потім у тренера була перерва у роботі, а 3 лютого 2020 року він очолив тренерський штаб «Альбасете».